# Fujian Sturgeons
I Fujian Sturgeons sono una società cestistica avente sede a Jinjiang, in Cina. Fondata nel 1999, dal 2004 gioca nel campionato cinese.